# Cavité spinale

Schéma des cavités du corps humain, montrant l'emplacement de la cavité spinale.

La cavité spinale est une cavité du corps humain. Elle est délimitée par la colonne vertébrale et elle contient  la moelle épinière.
Elle est aussi nommée « cavité vertébrale » et se situe dans la partie dorsale du corps humain.